# Улица Макаренко (Москва)
У́лица Мака́ренко (до 1961 года — Лобко́вский переу́лок) — улица в центре Москвы в Басманном районе между Чистопрудным бульваром и улицей Чаплыгина.

## Происхождение названия
Переулок, называвшийся Безымянный, позже по фамилии одного из домовладельцев стал называться Лобковский. В 1961 году переулок был переименован в улицу Макаренко в честь А. С. Макаренко (1888—1939) — педагога, писателя, организатора перевоспитания детей-правонарушителей в трудовых колониях.

## Описание
Улица Макаренко начинается от внешней стороны Чистопрудного бульвара, проходит на северо-восток, слева к нему примыкает улица Жуковского, заканчивается на улице Чаплыгина.

## Здания и сооружения

### По нечётной стороне
- № 1/19 — Детская библиотека № 6 ЦАО. В этом доме жили советский изобретатель С. С. Ильин и художник С. И. Маркин.
- № 5/16 — Училище И. И. Фидлера построено по проекту С. С. Эйбушица в 1898 году, расширено с левой стороны в 1901 году архитектором К. К. Гиппиусом. После 1905 года здесь разместилось реальное училище Н. Г. Бажанова. В советское время здесь размещалась школа № 40; ныне — Академия педагогических наук.

### По чётной стороне
- № 2 — доходный дом М. Н. Терентьева (1887, архитектор А. Э. Эрихсон).
- № 4, стр. 1 — доходный дом Блинова (1904, архитектор С. К. Тропаревский)[1][2]. Здание в стиле классицизм было построено по заказу купца Г. Я. Бабушкина, в 1914-м особняк принадлежал издателю Василию Блинову и купцу Якову Рубановичу. В 2019-м году было объявлено о начале реставрации особняка, однако в её ходе проект изменили под полную перестройку — после сноса исторического трёхэтажного здания на его месте планируют возвести шестиэтажный дом, в котором верхняя половина зеркально отражает нижнюю[3].
- № 6 — доходный дом (1894, архитектор С. К. Тропаревский).
- № 8 — жилой дом кооператива «Основа» (1926, архитектор А. И. Ржепишевский)[4].
- № 10 (№ 20 по ул. Чаплыгина) — Мосазервинзавод.
- № 10 (№ 20 стр. 3 по ул. Чаплыгина) — двухэтажный дом 1-й трети XIX века с рустованным нижним этажом. Согласно краеведу А. В. Можаеву — «послепожарный дом, из последних непорченных (в последние годы снесены такие же на Хохловской площади и в Знаменском переулке, надстроен и изуродован в Белгородском проезде). От перечисленных родственников его отличает наличие очень мощных сводов в нижнем этаже». Снесён в начале апреля 2016 года под предлогом ремонта кровли подрядчиком ООО «Арком-строй» (заказчик — ООО «ПИК „Веймар-Девелопмент“»).